# Turn pentru producția de alice

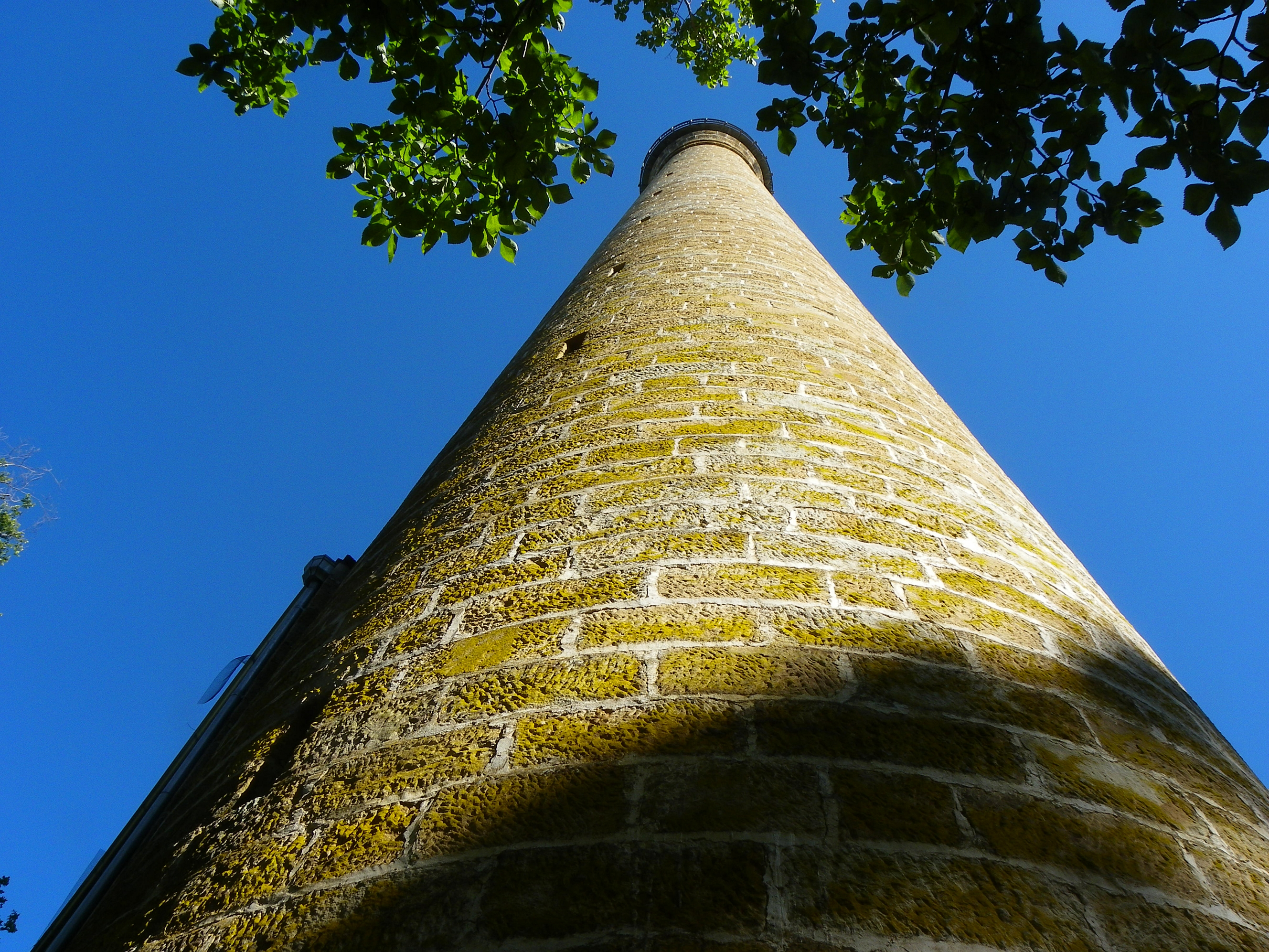
Un turn pentru producția de alice, Tasmania, Australia (1870).

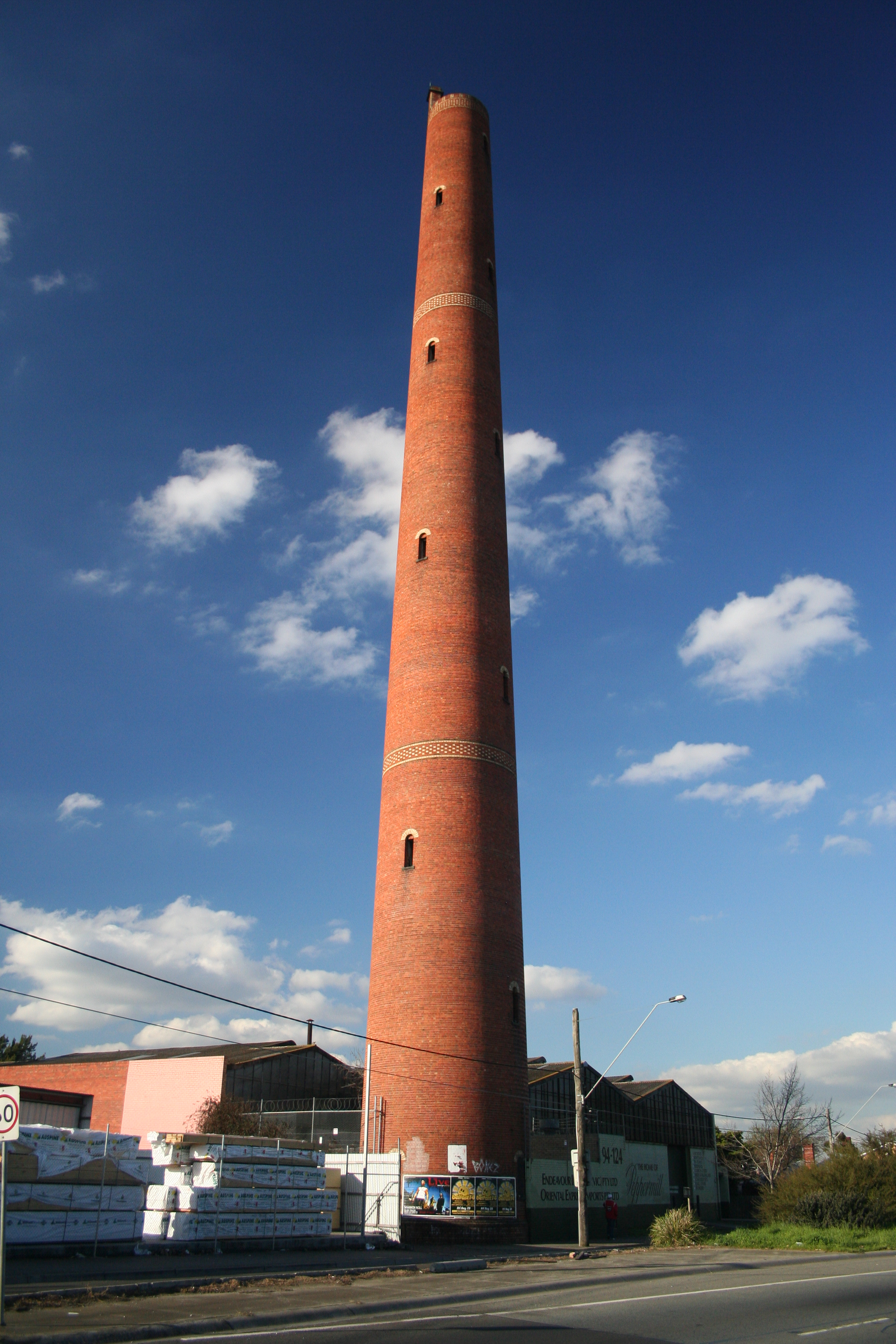
Clifton Hill Shot Tower, Melbourne.

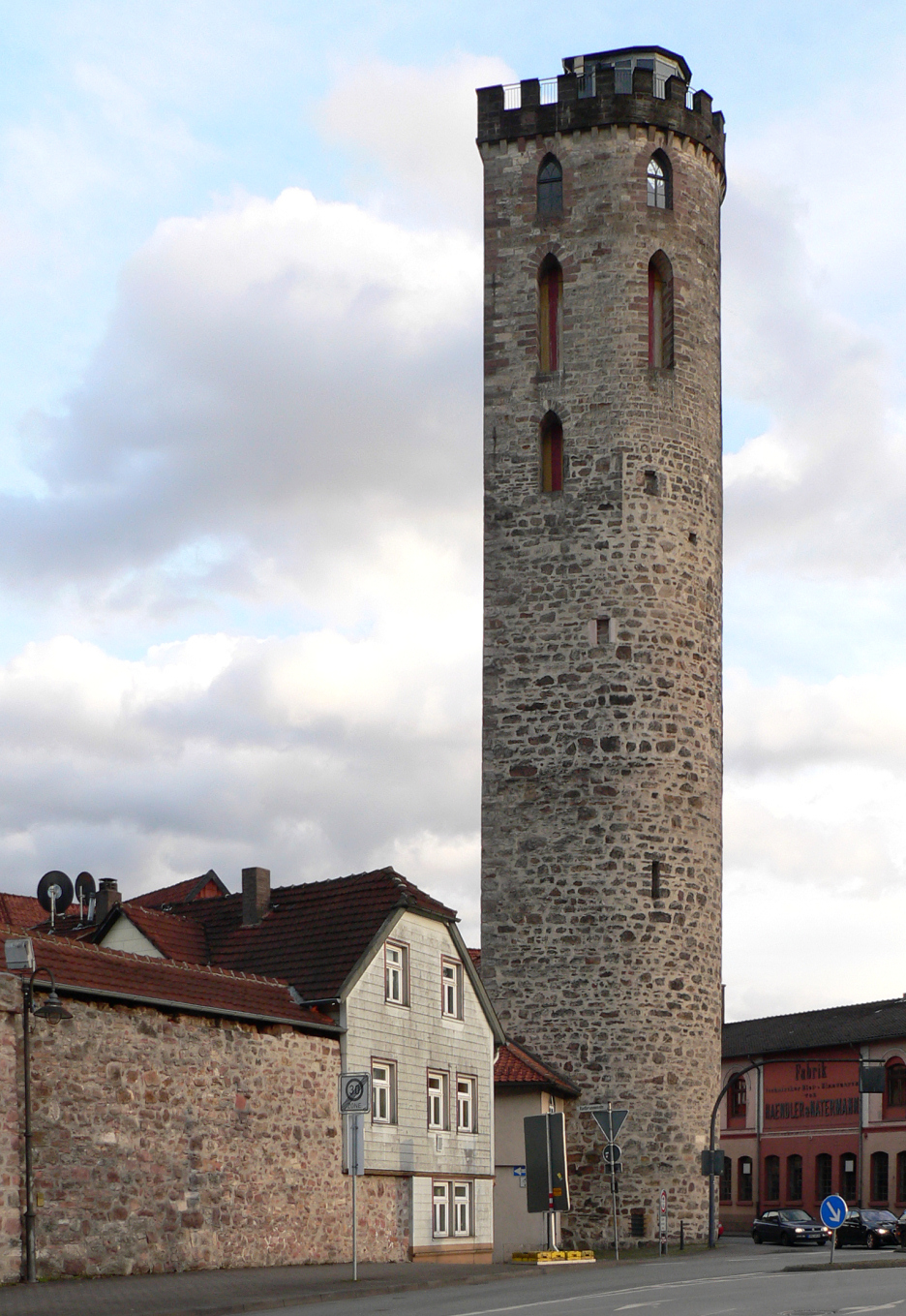
Fährenpfortenturm, Hann. Münden, Germania.

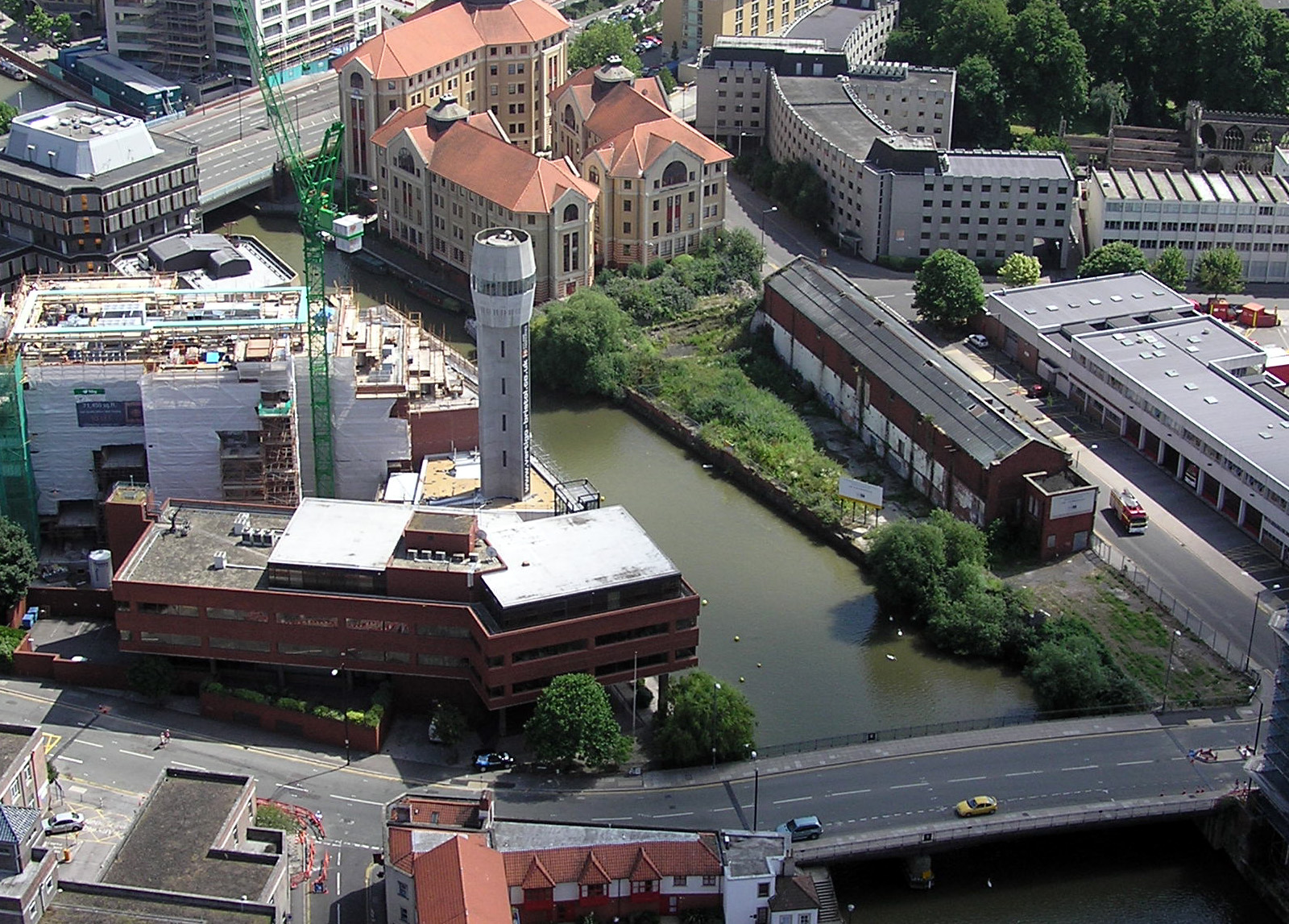
The Shot Tower, Bristol, Anglia.

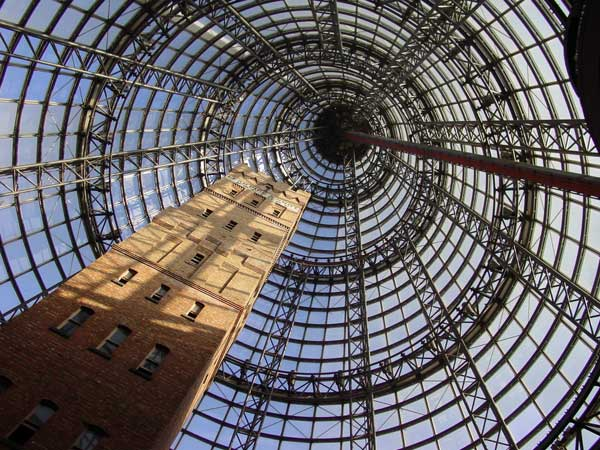
Turnul de alice acoperit în Melbourne Central Shopping Centre.

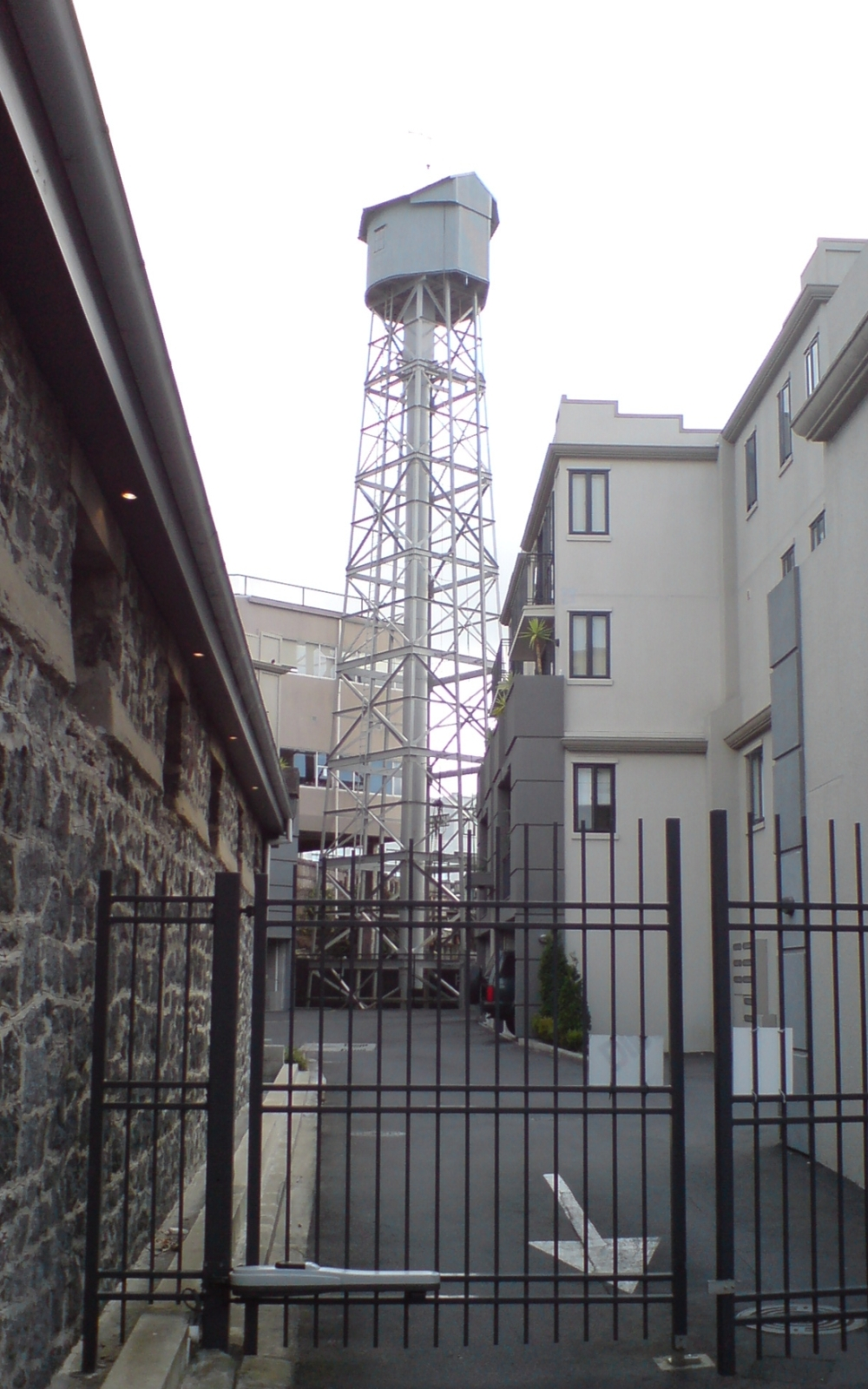
Turnul Colonial Ammunition Company în Auckland, Noua Zeelandă.

Un turn pentru producția de alice este o structură concepută pentru producerea de muniții cu diametrul mic prin căderea liberă a plumbului topit, care este apoi prins într-un bazin de apă. Alicele sunt folosite în mod principal ca proiectile pentru puști de vânătoare și, de asemenea, ca balast, ca protecție împotriva radiațiilor sau în alte ocazii unde bilele de plumb mici sunt utile.

## Producția de alice
Într-un turn pentru producția de alice, plumbul este încălzit până când se topește, și apoi turnat printr-o sită de cupru în vârful turnului. Plumbul lichid formează niște bile mici de formă sferică prin tensiunea superficială și se solidifică pe măsură ce cade. Bilele parțial răcite sunt prinse la podeaua turnului într-un bazin plin de apă.  Bilele, odată complet răcite, sunt verificate și șsortate după mărime și rotunjime; cele care sunt „out of round”, adică care n-au o formă sferică bună, sunt topite din noi. O tablă înclinată este utilizată pentru verificarea rotunjimii.  Pentru a face alice de dimensiuni mai mari, se folosește o sită de cupru cu găuri mai mari. Mărimea maximă este limitată de înălțimea turnului, deoarece dimensiunile mai mari de alice trebuie să cadă de la o înălțime mai mare pentru a se solidifica. Un turn de 40 de metri poate produce alice #6 (adică de 2,4 mm în diametru), în timp ce unul de 80 de metri poate produce alice #2 (3,8 mm în diametru).   Lustruirea cu o cantitate mică de grafit este necesară pentru a preveni oxidarea.

## Istoria
Procesul a fost inventat de William Watts în Bristol, Marea Britanie și brevetat în 1782.  În același an, Watts și-a extins casa din Redcliffe, Bristol pentru a construi primul turn pentru alice. Folosirea acestori turnuri a înlocuit tehnicile anterioare de turnare de plumb topit în matrițe, o tehnică scumpă, sau cea de turnare în butoaie cu apă, care produceau bile insuficient de sferice. Alice mari ce nu puteau fi create în turn se făceau rotind bucăți de foi de plumb tăiate într-un butoi până când deveneau rotunde.
Metoda „wind tower”, adică turn de vânt, patentată în 1848 de compania TO LeRoy din New York, folosea un curent de aer rece pentru a reduce foarte mult timpul de cădere necesar,  și a făcut ca turnurile înalte pentru producția de alice să devine inutile, dar totuș multe au fost încă construite până la sfârșitul anilor 1880, și două exemple supraviețuitoare datează din 1916 și 1969. Din anii 1960, metoda Bliemeister este folosită pentru a realiza alice de dimensiuni mai mici, iar, cele cu dimensiuni mai mari, sunt făcute prin procesul de matrițare la rece de fire de lungime calibrată în forme sferice.

## Exemple
| Nume                                              | Locație                         | Țară          | An     |
| ------------------------------------------------- | ------------------------------- | ------------- | ------ |
| Schrotkugelturm                                   | Rummelsburg, Berlin             | Germania      | 1908   |
| Tour à plomb de Bruxelles / Loodtoren van Brussel | Bruxelles                       | Belgia        | 1885   |
| Cheese Lane Shot Tower                            | Bristol, Anglia                 | Regatul Unit  | 1969   |
| Chester Shot Tower                                | Boughton, Anglia                | Regatul Unit  | 1799   |
| Clifton Hill Shot Tower                           | Melbourne, Victoria             | Australia     | 1882   |
| Colonial Ammunition Company                       | Mt Eden, Auckland               | Noua Zeelandă | 1916   |
| Coop's Shot Tower                                 | Melbourne, Victoria             | Australia     | 1888   |
| Cox's Lead Works Shot Tower                       | Derby, Anglia                   | Regatul Unit  | 1809   |
| Turnul pentru alice din Daugavpils                | Daugavpils                      | Letonia       | ?      |
| Turnul pentru alice din Drochtersen               | Drochtersen, Saxonia Inferioară | Germania      | ?      |
| Dubuque Shot Tower                                | Dubuque, Iowa                   | Statele Unite | 1856   |
| Fort Hayes Shot Tower                             | Columbus, Ohio                  | Statele Unite | 1864   |
| Helena Shot Tower                                 | Spring Green, Wisconsin         | Statele Unite | 1831   |
| Jackson Ferry Shot Tower                          | Wythe County, Virginia          | Statele Unite | 1807   |
| Lambeth Shot Tower                                | Londra, Anglia                  | Regatul Unit  | 1826   |
| McCullough Tower                                  | Lower Manhattan, New York       | Statele Unite | 1855-6 |
| New Vienna Shot Tower                             | New Vienna, Iowa                | Statele Unite | ?      |
| Peters Cartridge Company Shot Tower               | Kings Mills, Ohio               | Statele Unite | 1895   |
| Turn pentru alice din Pispala                     | Pispala, Tampere                | Finlanda      | 1908   |
| Phoenix Shot Tower                                | Baltimore, Maryland             | Statele Unite | 1828   |
| Redcliffe Shot Tower                              | Bristol, Anglia                 | Regatul Unit  | 1782   |
| Remington Shot Tower                              | Lonoke, Arkansas                | Statele Unite | 1969   |
| Rossie Shot Tower                                 | Rossie, New York                | Statele Unite | ?      |
| Sparks Shot Tower                                 | Philadelphia, Pennsylvania      | Statele Unite | 1808   |
| Stelco Shot Tower                                 | Montreal, Quebec                | Canada        | ?      |
| Tapham Tower                                      | Lower Manhattan, New York       | Statele Unite | 1855-6 |
| Taroona Shot Tower                                | Hobart, Tasmania                | Australia     | 1870   |
| Torre de los Perdigones                           | Sevilla                         | Spania        | 1885   |
| Tour Saint-Jacques                                | Paris                           | Franța        | 1525   |
| Winchester Shot Tower                             | New Haven, Connecticut          | Statele Unite | ?      |